# 琥珀·林恩
琥珀·林恩（英語：Amber Lynn，1963年9月3日—），原名勞拉·艾倫（英語：Laura Allen），出生在橙縣，是一名美國色情女演員及艷舞舞蹈員。

## 生涯
1984年，林恩跟隨其友人金格·林恩的步伐，正式進軍成人電影業。
1992年，林恩獻出在加利福尼亞州比華利山的貝爾時代酒店（Bel Age hotel）舉行的28歲生日派對，以作為資助洛杉磯的青年愛滋病基金會（The Youth Aids Foundation），這是一個提供住房及支援受到人類免疫缺陷病毒所折磨的離家青年的組織，當時它正面臨倒閉危機。1992年8月的《洛杉磯時報》在第二頁引述了她的聲明：「給他們食物、衣服和住所吧，我們很擔憂這些社會未來的棟樑。」連同她一個抱著一位穿禮服的小女嬰的鏡頭。這是主流社會如何看待成人產業參與兒童組織的突破性時刻，以前從未有兒童組織有意接受來自成人娛樂產業的資助。
林恩是色情演員巴克·亞當斯的妹妹，他在2008年死於心臟衰竭。

## 電視演出
- 《男人的秀（英语：The Man Show）》– 催眠師（2.20集，2001年2月4日）
- 《前線（英语：Frontline (U.S. TV series)）》– 死去的色情女王（1987年6月）

## 獎項

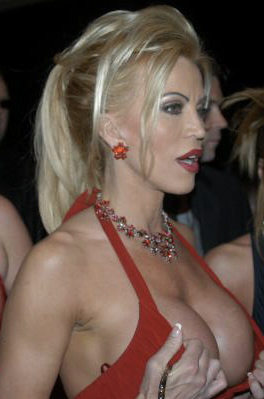
林恩於2005年

- 1987 XRCO獎（英语：XRCO Award） – 最受支持女演員 [7]
- 1993 熱棕櫚獎（英语：Hot d'Or） – 終身成就獎
- 1996 入選XRCO名人堂（英语：XRCO Hall of Fame）[8]
- 2001 入選成人影片新聞獎名人堂（英语：AVN Hall of Fame）[9]
- 2007 亞當世界電影協會 – 終身成就獎[10]

## 外部連結
- （英文）Interview and biography at LukeIsBack.com （页面存档备份，存于）
- （英文）Amber Lynn （页面存档备份，存于） at the MySpace